# Gogna missina a Trento

Immagine di Del Piccolo, uno dei due dirigenti neofascisti messi alla gogna a Trento, pubblicata nella prima pagina de L'Unità del 31 luglio 1970

La gogna missina a Trento avvenne il 30 luglio 1970, allo stabilimento Ignis di Spini di Gardolo nel comune di Trento quando la CISNAL, il sindacato del Movimento Sociale Italiano, volle tenere un'assemblea in fabbrica con l'autorizzazione del pretore: alle proteste degli operai, i sindacalisti cacciati risposero chiamando i giovani neofascisti di Avanguardia Nazionale da Bolzano e Verona.
Ne nacque uno scontro che degenerò in colluttazione: alcuni operai furono accoltellati, vi furono lanci di bombe carta e colpi di spranga da parte dei neofascisti, in presenza delle forze di polizia che, stazionanti sul posto, non intervennero. Infine, gli operai e gli studenti, sopravvenuti nel frattempo, circondarono Andrea Mitolo, consigliere regionale missino, e Gastone del Piccolo, leader locale della CISNAL, arrivati allo stabilimento a seguito di una telefonata di un loro sindacalista, e avendo gli operai scoperto un'ascia nella borsa di Del Piccolo, costrinsero i due a marciare per 7 km sfilando dalla fabbrica fino al centro della città, con le mani incrociate dietro il capo con appesi al collo e alla schiena cartelli con la scritta "Siamo fascisti. Oggi abbiamo accoltellato 3 operai Ignis. Questa è la nostra politica pro operai".
Secondo Bobbio fu "l'episodio destinato a fungere da modello del nuovo antifascismo militante". Dopo più di 50 anni di distanza dall'accaduto Enrico Deaglio lo ricorda come un fatto che sarebbe potuto succedere nella Cina della Rivoluzione culturale e Aldo Bonomo, ritiene che fu "uno scontro finalizzato al presidio del territorio".

## Antefatti

Inaugurazione dello stabilimento Ignis a Trento, sono riconoscibili i politici Flaminio Piccoli, Emilio Colombo e l'industriale Giovanni Borghi

Il 7 gennaio 1970, nella frazione di Gardolo distante 5 km a nord dal centro di Trento, iniziò a funzionare lo stabilimento della Ignis per la produzione di lavastoviglie. Lo stabilimento era stato inaugurato solennemente a maggio dell'anno precedente, all'inizio della campagna elettorale per le elezioni amministrative, alla presenza di rilevanti politici democristiani: Antonio Gava ministro dell'industria, Flaminio Piccoli il ministro alle partecipazioni statali quest'ultimo, al tempo segretario nazionale del partito era particolarmente legato all'area veneto trentina ed Emilio Colombo Ministro del tesoro. Lo stabilimento, la cui costruzione era stata chiesta 5 anni prima dalle autorità politiche trentine all'industriale Giovanni Borghi, avrebbe dovuto dar lavoro a circa 1500 persone. L'area su cui lo stabilimento fu costruito era stata ceduta a costo irrisorio dal comune di Trento, che aveva anche pagato la costruzione di infrastrutture necessarie: binario ferroviario, l’elettrodotto, e strada di collegamento viario per l'operatività della fabbrica; l'addestramento delle prime maestranze era avvenuto nello stabilimento madre della Ignis a Varese con costi sempre a carico del comune; l'assunzione degli operai fu guidata dalle raccomandazioni dei parroci locali e dei sindaci democristiani delle vallate circostanti.
La modalità della gestione aziendale di Borghi era di stampo padronale paternalistico, e mal tollerava le interferenze dei sindacati.
All'inizio degli anni 60 la creazione della facoltà di sociologia trentina voluta dalla provincia aveva indotto in città un afflusso di studenti, e la contestazione, cui seguì l'occupazione dell'università con lo sviluppo del progetto di Università Negativa, aveva creato una sorta di concentrazione di studenti orientati verso aree di sinistra extraparlamentare (tra questi, frequentarono la facoltà Renato Curcio, Marco Rostagno e Marco Boato) a cui si era contrapposta la formazione di un nucleo agguerrito di aderenti ad Avanguardia Nazionale guidati da Cristano De Eccher. Gli anni del Sessantotto in Trento ebbero una forte componente "spontaneistica" di studenti aderenti a Lotta Continua. L'attività politica degli studenti era malvista dall'establishment politico locale e Piccoli nel discorso inaugurale dello stabilimento affermò: "Per gli operai le fabbriche non sono carceri, ma autentiche cattedrali, invito gli operai a opporsi all’azione sovversiva degli studenti". Poco dopo l'apertura dello stabilimento l'assemblea degli operai Ignis, scavalcando i sindacati, si era pronunciata per il diritto allo sciopero senza necessità di preavviso e diritto ad effettuare lo sciopero a rotazione.
Nel gennaio 1970 gli industriali tentarono di portare la CISNAL a un tavolo di trattative sindacali della provincia, riguardante le operaie tessili della Brinkmann, ma non ci riuscirono, mentre a marzo, davanti al Liceo classico Prati, vi fu uno scontro tra studenti del Movimento Studentesco e giovani di Avanguardia Nazionale durante un volantinaggio. La CISNAL il 2 aprile cercò di partecipare ad un'assemblea sindacale presso lo stabilimento Michelin venendo prontamente respinta dalla reazione degli operai postisi davanti ai cancelli della fabbrica e nove giorni dopo fu inaugurata la sede di Trento del Movimento Sociale Italiano, tutto il mese fu un susseguirsi di piccoli attentati e provocazioni.
Il 20 maggio venne approvato lo Statuto dei lavoratori e poco dopo, anche nella fabbrica dell'Ignis venne eletto il consiglio di fabbrica, tra i cui membri vi furono operai aderenti a Lotta Continua.

## Gli eventi della giornata

L'ascia e il passaporto trovati dagli operai nella borsa di Del Piccolo

Secondo ricostruzioni di parte operaia Borghi, nel tentativo di ridurre l'aggressività operaia fece un primo tentativo di introdurre la CISNAL nella fabbrica con un'assemblea sindacale, manovra non riuscita per la decisa opposizione operaia con barricata all'ingresso e sciopero all'interno della fabbrica. Anni dopo, al processo, il direttore dello stabilimento, ascoltato come testimone, affermerà: che le istruzioni ricevute escludevano la possibilità di trattative separate coi sindacati, i rappresentanti di CGI- CISL- UIL si presentarono allo stabilimento poco tempo dopo la sua inaugurazione, seguì la CISNAL che, nonostante contasse pochi aderenti, con una lettera chiese loro il permesso di tenere un'assemblea, ricevendone un rifiuto sia per timore di incidenti e sia per evitare la situazione di trattative separate. Lo stesso questore Amato, per motivi di ordine pubblico proibì alla CISNAL l'ingresso in azienda.

Fase iniziale del corteo partito dallo stabilimento Ignis

A fine luglio 1970 infine la CISNAL ottenne tramite una sentenza del pretore, basata sullo Statuto dei lavoratori, l'autorizzazione a svolgere l'assemblea nella fabbrica, il cui scopo sarebbe stato di "parlare dei principi del sindacalismo nazionale, cioè di compartecipazione alla gestione della produzione e alla ripartizione degli utili". Ottenuta la via libera da sentenza ad entrare nello stabilimento dell'Ignis, che al tempo occupava 600 persone, per svolgere finalmente l'assemblea, la CISNAL decise di agire il 30 luglio. Questa sua iniziativa innescò per quel giorno una giornata di mobilitazione, con gli studenti e sindacati in protesta davanti al Palazzo di Giustizia contro la sentenza e l'immediata opposizione degli operai che fisicamente, anche quel giorno, ostacolarono l'attività dei sindacalisti CISNAL nell'azienda, bloccando anche l'attività lavorativa. I sindacalisti CISNAL si presentarono in mattinata allo stabilimento, si recarono in sala riunioni dove trovarono una dozzina di simpatizzanti, ma la sala si riempì presto di operai che con fischi e urla impedirono qualunque discorso.

### Gli incidenti nella fabbrica e davanti

La marcia verso l'ospedale di Trento

Avuta notizia dell'impossibilità fisica di svolgere l'assemblea, davanti allo stabilimento accorsero da aree limitrofe 30 - 40 militanti missini e di Avanguardia Nazionale, richiamati anche da zone più lontane come Bolzano e Verona, muniti di catene, roncole e mazze di ferro: ne sortì inizialmente una sassaiola contro gli operai, un'operaia colpita alla testa cadde svenuta a terra, che presto degenerò in uno scontro violento, con anche lancio di due bombe carta da parte dei neofascisti. Durante questi scontri rimasero a terra tre operai: due, Adriano Mattivi, 25 anni, e Paolo Tenuta, 19, accoltellati, e un terzo gravemente contuso. La polizia, presente davanti la fabbrica con 3 vetture non intervenne,, la gran parte della forze dell'ordine era stata schierata davanti al tribunale,a sua difesa in previsione della annunciata manifestazione. Al termine di questi scontri i neofascisti fuggirono per i campi.
Lo scontro si fermò col soccorso ai feriti e arrivo di ambulanze, ma la loro partenza verso l'ospedale di Trento, coincise col pervenire ai cancelli della fabbrica dell'avvocato Andrea Mitolo, consigliere regionale del MSI ex repubblichino e leader della destra a Bolzano e fratello di Pietro Mitolo, e di René Preve Ceccon dirigente locale, in seguito ad una telefonata di Gastone Del Piccolo della CISNAL. Preve Ceccon, vista la situazione in breve si rifugiò in un’auto della polizia che lo portò al sicuro.
Mitolo e Del Piccolo, presentatisi come mediatori, vennero circondati dagli operai, che, insospettiti del peso della borsa del secondo, caduta durante una colluttazione e raccolta da un operaio, l'obbligarono ad aprirla, trovandovi un'ascia e il passaporto. Questo ritrovamento fece precipitare la situazione, già estremamente tesa per il ferimento dei tre operai. A questo punto, secondo la testimonianza di un operaio fu deciso di portare i due missini davanti alla sede del tribunale di Trento per poter testimoniare cosa significa autorizzare l’ingresso in fabbrica, contro la volontà degli operai, del sindacato della Cisnal e il vero volto dell’aggressione neofascista e accoltellamento dei nostri tre compagni operai, a piedi sulla strada e sotto la pioggia battente. Nel frattempo a sostegno degli operai arrivarono allo stabilimento anche alcuni studenti di Lotta Continua guidati da Checco Zotti. Secondo un'altra ricostruzione Mitolo fu affrontato da Aldo Bonomi uno studente aderente a Lotta Continua, che, al termine di un rapido e aspro confronto verbale urlò alla folla: "Niente più marcia di protesta verso palazzo di Giustizia, ma processo di popolo in piazza Duomo". Quindi un corteo composto da operai, studenti e i due missini in ostaggio iniziò a muoversi verso Trento.

### La marcia con la gogna

I due missini con i cartelli appesi al collo

La situazione divenne ancor più incandescente dopo la diffusione, durante la marcia, della falsa notizia diffusa da un motociclista, all'altezza della stazione AGIP, vicino l'ingresso a Trento, che uno dei due operai, portati all'ospedale, fosse deceduto per le ferite ricevute
Gli operai inferociti obbligarono Mitolo e Del Piccolo a marciare fino al centro di Trento sotto la pioggia battente, tenendo le mani con le dita incrociate sopra la testa come prigionieri di guerra, una vera gogna con insulti, sputi e percosse. Si trattò di un corteo composto alla fine da circa 400 manifestanti, composto da operai a cui nel frattempo si sono erano aggiunti studenti, accorsi alla Ignis appena saputo degli scontri. I vigili urbani, al passaggio del corteo si limitarono a disciplinare il traffico pensando che fosse una manifestazione autorizzata. Accodata al corteo, che bloccò la statale del Brennero vi era la polizia, che, proseguendo nel non intervento per evitare ulteriori tensioni secondo una ricostruzione, sembrava quasi fungerne da scorta. Picchi di tensione lungo la marcia si ebbero quando il corteo passò davanti alle fabbriche Ferriera e Prada, i cui lavoratori uscirono, unendosi al corteo, ingiuriando e sputando contro i due missini.
A Trento trovarono ad attenderli un gruppo di persone formato da giornalisti, fotografi, studenti con bandiere rosse che gridavano "la città è nostra" vista la completa assenza di forze dell'ordine (schierate altrove: di fronte al palazzo di Giustizia) e un'auto munita di altoparlante sul tetto da cui usciva l'incitamento "Cittadini, questi due uomini sono fascisti e servi dei padroni. Sputategli addosso".
Il corteo arrivò prima all'ospedale di Trento, dove erano ricoverati i 3 accoltellati, una delegazione entrò nel nosocomio, per poi uscirne con la notizia che per tutti gli operai era escluso il pericolo di vita. Durante questa sosta furono appesi al collo dei due missini, cartelli sul petto e sulla schiena, sui quali era stato scritto: «Siamo fascisti. Oggi abbiamo accoltellato 3 operai Ignis. Questa è la nostra politica pro operai » quindi il corteo proseguì fino al sagrato del Duomo.
A questo punto, per concludere il corteo venne presa la decisione di portare in questura i due ostaggi. Soltanto quando il corteo ormai arrivò alla questura, dove erano arrivati anche rinforzi alle forze dell'ordine, dopo quattro ore di gogna, i due missini furono infine rilasciati consegnandoli al brigadiere Raja, mentre i precedenti tentativi di liberarli, da parte delle forze dell'ordine, erano stati vani per la rabbia dei manifestanti,. Secondo altri resoconti il corteo fu infine bloccato da uno schieramento di polizia, con rinforzi giunti in città, tra piazza Duomo e piazza Pasi, dopo un breve, ma inutile tentativo di trattative il questore Amato ordinò due cariche, e dopo la seconda con utilizzo di candelotti lacrimogeni, avvenne una discussione fra operai e studenti, i primi si imposero nel terminare il corteo e nella confusione che seguì i due ostaggi furono liberati e portati velocemente in questura.
Mitolo, in stato di choc, fu quindi ricoverato a sua volta in ospedale per frattura dell'omero destro a seguito di caduta durante la marcia provocata da uno spintone.
Tutto lo svolgersi del corteo dalla fabbrica fino alla piazza della cattedrale fu documentato dal fotoreporter Giorgio Salomon, che arrivò all'Ignis allertato dal suono delle sirene delle ambulanze accorse per soccorrere gli operai accoltellati, e che muovendosi in auto precedeva il corteo fermandosi a tratti a fotografarlo; interrogato dalla polizia Salomon si rifiutò di consegnare le sue fotografie, invitando gli inquirenti a richiederle a L'Adige; successivamente interrogato come testimone sui fatti dal giudice, queste fotografie non gli furono più richieste, ora una copia di queste sono presenti nell'archivio dell'università di Trento.
Il questore Amato giustificò l'inattività della polizia per tutto il percorso dalla fabbrica a Trento con la motivazione di non aver voluto esporre gravemente la sicurezza dei suoi uomini e di aver disposto il posizionamento di gran parte delle forze dell'ordine a difesa del Palazzo di Giustizia e della sede del MSI temendo potessero essere oggetto di attacchi. La sera venne richiesta la sua rimozione, per inettitudine, da parte del MSI.

## Sviluppi della vicenda
Il giorno successivo, 31 luglio, numerose assemblee operaie si svolsero nelle fabbriche trentine, alla direzione di Ignis fu richiesto di licenziare 4 operai, aderenti alla CISNAL. In città arrivò Giorgio Almirante, allora segretario del MSI assieme a Pino Romualdi e altri componenti lo stato maggiore nazionale del partito, richiedendo l'immediata rimozione e sostituzione del questore Amato, richiesta che il MSI rese pubblica col tappezzare la città con manifesti che la richiedevano. Richiesta accolta immediatamente da Restivo, ministro degli interni, con la messa a disposizione di Amato e la nomina, al suo posto di Leonardo Musumeci e un nuovo vicequestore, Saverio Molino, alla guida dell’Ufficio politico, questa rapida rimozione fu oggetto di proteste da parte dei sindacati e forze di sinistra fu considerata come acquiescenza alle richieste missine e per il fatto che nessun'azione fu intrapresa in precedenza ad aprile dopo gli scontri in città. Inoltre in conferenza stampa, Almirante affermò: "Ci difenderemo da noi" mentre Gastone Del Piccolo commentò: "Qualcuno la pagherà. È comprensibile che i nostri siano costretti a girare armati! Se ieri fossi stato armato anch’io, adesso non sarei qui: mi sarei difeso".
I responsabili CISNAL fornirono, in una conferenza stampa, anche la loro spiegazione sull'organizzazione e svolgimento dell'assemblea nella fabbrica: una loro prima richiesta fu respinta dalla direzione aziendale temendo disordini, conseguentemente i loro aderenti si rivolsero al pretore ottenendo un decreto autorizzante l'assemblea, lo svolgimento di questa fu inizialmente contestato, poi impedito, da qui gli incidenti con interventi anche di studenti di sociologia e operai aderenti a Lotta Continua.
Quattro mandati di cattura furono emessi contro quattro studenti, fra questi Francesco Checco Zotti, che lasciò Trento diventando latitante in Germania, e altri quattro mandati contro operai che furono arrestati, fu pure arrestato uno dei presunti responsabili dei ferimenti, mentre il secondo si rese latitante e fu catturato l'11 settembre; le condizioni dei feriti risultarono guaribili in 10 giorni, meno gravi del previsto, questo fece sì che l'imputazione contro quest'ultimo risultasse meno grave rispetto a quella contestata agli operai e studenti di sequestro di persona. Zotti si era appena laureato (27 luglio) con una tesi dal titolo "Nuove lotte, nuovi concetti: il significato dell’opposizione studentesca", sposato e con un figlio di un anno e mezzo, vivrà per qualche anno a Francoforte, allacciando contatti con il gruppo Revolutionären Kampf degli studenti tedeschi; ritornerà a Trento il 7 dicembre 1973, dopo la revoca del mandato di cattura contro di lui, accolto festosamente alla stazione e diventerà giornalista di Lotta Continua.
La polizia arrestò anche i fratelli, Gastone e Walter Cecchin, noti appartenenti alla destra locale, di cui il primo, accusato del doppio ferimento degli operai finì subito in cella, mentre il secondo rimase latitante fino all’11 settembre.
Il 5 agosto, Lotta continua tentò senza successo, causa l'opposizione dei sindacati, di organizzare una marcia al carcere di via Pilati per liberare i compagni imprigionati, fallimento che incrinò i rapporti fra studenti ed operai.
Paolo Tenuta, uno degli operai accoltellati, a casa dopo la dimissione dall'ospedale, si presentò alla Ignis, volendo invitare gli operai ad andare a manifestare al carcere per la liberazione degli arrestati e staccò la corrente elettrica alla fabbrica bloccando la produzione, e fu quindi licenziato. Qualche settimana dopo, il suo reintegro venne richiesto da una delle trasmissioni illegali di Radio GAP, assieme al sostegno per le lotte in corso alla Ignis e Michelin trentina. Radio GAP fece almeno tre trasmissioni clandestine a Trento nella seconda metà del 1970 (31 agosto, 18 settembre e 20 novembre) a sostegno degli operai e studenti coinvolti nei fatti dell'Ignis e successive indagini giudiziarie e contro le violenze neofasciste. Il contenuto della trasmissione del 30 settembre, in cui, tra le varie frasi proclamava "L’esempio degli operai della Ignis che per primi dopo 25 anni hanno ricominciato a farsi giustizia, è stato seguito in diverse città d’Italia.[…]. La lotta contro i fascisti sta assumendo le stesse caratteristiche di 25 anni fa: una lotta violenta contro i padroni che da questa gentaglia si fa apparecchiare la tavola" fu definito "scandaloso" da L'Adige, che venne quindi attaccato con un volantino per questo suo giudizio contro la "radio del popolo".
Il 27 agosto, gli avvocati di Mitolo, che fu ricoverato in stato di choc e frattura ad una spalla, chiesero il riconoscimento dei partecipanti alla marcia dalle numerose fotografie scattate nel corso della stessa per incriminarli, incriminazione chiesta pure per il questore Amato per il mancato intervento tempestivo.
Due attivisti, che avevano affisso un manifesto con le fotografie, prese dai giornali, dei missini col cartello al collo furono denunciati per il reato di istigazione a delinquere, consumato con l'affissione di un manifesto che faceva l'apologia dei fatti del 30 luglio 1970 e quindi condannati della Corte di assise di Trento il 26 giugno 1973.
Alla fabbrica Ignis di Napoli il 7 settembre alcuni operai e dirigenti sindacali furono oggetto di aggressione da parte di neofascisti arrivati allo stabilimento su un camioncino.

### La stagione degli attentati
Il resto dell'anno a Trento vide un crescendo di episodi violenti: la notte del 10 settembre un attentato con tritolo alla ferrovia alle porte di Trento firmato dal Movimento azione rivoluzionaria (Mar), formazione di estrema destra. Marco Boato ricevette il 15 settembre una lettera di minacce. Domenica 3 ottobre scoppiarono tre bombe nelle toilette di tre cinema superaffollati della città fortunatamente senza provocar vittime, accompagnate dalla scritta: Compagni fuori – fascisti dentro – ultimo avviso; un nuovo attentato ebbe luogo il 15 ottobre contro la sede del municipio e viene ritrovata la scritta: «La lotta continua». Il quotidiano Adige attribuì la responsabilità delle bombe al movimento degli studenti, in risposta a queste accuse, a favore degli studenti, 33 docenti dell'università firmarono un appello affermando che il "Il risultato che si ottiene credendo nella tesi degli opposti estremismi è solo quello di favorire chi non ha altra forma di espressione politica che quella della violenza; violenza che solo chi è in malafede o superficiale può attribuire al movimento studentesco". Tra i firmatari Marino Livolsi, Tullio Aymone, Massimo Egidi, Chiara Saraceno, Gian Enrico Rusconi, Carlo Tullio Altan, Sabino Acquaviva, Giuliano Di Bernardo e Norberto Bobbio.
Il 18 ottobre, per chiedere la liberazione degli arrestati per i fatti alla Ignis Lotta Continua organizzò una marcia al carcere, durante la quale un suo aderente fu arrestato per oltraggio a pubblico ufficiale. Il 30 novembre furono rilasciati cinque detenuti nell'inchiesta sulla Ignis, di questi due sono quelli accusati del ferimento degli operai: Walter e Gastone Cecchin, due sono studenti: Luigi Gaito, Giovanni Endrici sono studenti e l'ultimo Dario Keller è operaio alla Ignis.
Il 2 dicembre si ebbe un attentato contro l'abitazione del direttore della Ignis.
Le violenze politiche, con attentati, e scontri politici proseguirono con un crescendo al 12 febbraio 1971, giorno del processo contro due operai della fabbrica Michelin, in cui la città, dopo l'esplosione alla mattina di una bomba al mausoleo di Cesare Battisti, diventerà per tutto il giorno un campo di battaglia fra polizia e studenti. Al termine del quale il plenum dei docenti di Sociologia firmò un durissimo documento contro il comportamento e la gestione dell'ordine cittadino: "...deve ritenersi acquisito che l’apparato di polizia dello Stato ha operato di sua iniziativa, secondo un piano preciso, volto non a garantire un ordine pubblico, che nessuno aveva ancora compromesso o minacciato, bensì a reprimere preventivamente ogni possibilità di manifestazione politica nella città. Di conseguenza Trento ha vissuto alcune ore di autentico terrore, determinato dal comportamento delle forze cosiddette dell’ordine, che hanno scatenato una vera e propria caccia all’uomo... non si può indicare al governo altro atto significativo della sua necessaria dissociazione dai metodi adottati dalla polizia a Trento che non sia l’immediata destituzione del questore. L'indicazione non fu accolta e Musumeci, il questore, non venne dimesso.

### Emulazioni della gogna
In settembre alla fabbrica della Ducati Elettrotecnica di Bologna dove era in corso una vertenza causata da riduzione salariale per riduzione delle ore di lavoro pagate a settimana, il 23 settembre, giorno dopo di un processo nel consiglio di fabbrica a sindacalisti accusati di boicottare la lotta, a seguito di un forte confronto con il padronato e i dirigenti dell'azienda, gli operai circondano e obbligano Brogi, direttore del personale, a muoversi entro il corteo operaio che esce fuori dalla fabbrica, dopo essersi detti "Facciamo come a Trento! Facciamo un corteo con Brogi fino alla via Emilia", respingendo il tentativo delle forze dell'orine di fermare il corteo. L'episodio è così commentato sulle pagine del numero del primo di settembre di Lotta Continua: È uno spettacolo che difficilmente gli operai dimenticheranno: un capetto, che ha sempre tiranneggiato presso gli operai, è ridotto a una marionetta sconvolta dalla forza operaia, è messo alla gogna, processato pubblicamente dai proletari: vicino a lui un'operaia regge un cartello con su scritto: "Brogi ladro", qualche pagina più avanti sullo stesso numero aggiungono: Gli operai della Ignis rispondendo con estrema prontezza e durezza alla provocazione padronale, trascinando alla gogna due fascisti, sono stati il principale punto di riferimento politico per il proletariato trentino; ma non solo: hanno dato a tutti gli sfruttati un'indicazione fondamentale, un esempio che (come dimostrano i fatti della Ducati) diventa contagioso.

## Storia processuale
Nel gennaio 1974 si concluse l'indagine istruttoria sulla vicenda, con contrasti tra magistrati: il pubblico ministero aveva ritenuto responsabili degli eventi 78 persone, mentre il giudice dispose il rinvio a giudizio di soli 29 imputati. Decisione impugnata dal procuratore della Repubblica, poiché altrimenti si sarebbe perso di vista il fatto nella sua clamorosa ampiezza, per cui chiese il rinvio a giudizio anche delle altre 50 persone, tra cui 7 per aver omesso o ritardato atti del loro ufficio o servizio, tra questi il colonnello dei carabinieri Campanini, Colombaro capo della squadra della questura politica di Trento e il comandante dei vigili urbani.
Il Questore e 4 vigili urbani furono condannati, in processi separati, per omissione di atti d'ufficio; dei neofascisti solo tre furono rinviati a giudizio e assolti in fase istruttoria per "lesioni personali".
Il percorso giudiziario fu lungo e travagliato. Il primo dibattimento, ebbe luogo il 2 dicembre 1974 per essere subito rinviato al 13 dicembre a causa della dichiarazione di ricusazione del presidente del collegio giudicante, tuttavia il 12 dicembre il collegio riunito in camera di consiglio, senza sentire le parti, rinviò il processo. Alla sua ripresa, il 2 aprile 1975 il dibattimento fu nuovamente rinviato al 13 maggio, quando a causa della ricusazione del nuovo presidente del collegio, fu ancora rinviato a nuova data. L'anno seguente, il 14 febbraio 1975, il procuratore generale della Repubblica di Trento, ritenne che non sussistessero la condizioni per un normale svolgimento del giudizio, quindi avanzò richiesta di rimessione del procedimento ad altro giudice. Richiesta rigettata dalla corte di Cassazione il 13 ottobre 1975. Il dibattimento ripartì il 9 dicembre 1975 per essere sospeso, dopo numerose udienze spesso accompagnate da manifestazioni di piazza adiacenti il tribunale, il 29 gennaio 1976, per rapporto di pre-giudizialità con altro procedimento di nuova instaurazione e, in fase istruttoria, incidente, fra l'altro, nell'accertamento del «fatto determinato» costituente l'oggetto dei reati di ingiuria e diffamazione ascritti ad alcuni imputati.
Prima di questa sospensione il 9 gennaio 1976, il collegio di difesa dei 48 operai e sindacalisti imputati, composto da una sessantina di legali da tutta Italia (tra cui Giuliano Spazzali, Sando Canestrini, Eduardo Di Giovanni, Bianca Guidetti Serra e Carlo Smuraglia), in parte membri di Soccorso rosso militante, aveva denunciato il procuratore della Repubblica per omissione di atti d'ufficio, non avendo considerato una denuncia presentata contro Mitolo e altri per violenza e ricostituzione del partito fascista, che altrimenti da potenziali imputati diventavano attori nel processo come testimoni, e conseguentemente la richiesta di nullità di tutta l'istruttoria.
A questo punto, in data 27 febbraio 1976 il procuratore generale della Repubblica di Trento ripresentò la richiesta di rimessione del processo per gravi motivi di ordine pubblico e legittimo sospetto. Questa richiesta di spostamento del processo in altra sede venne accolta dalla corte di Cassazione il 27 febbraio 1976 giustificandola per la "serie di incontestati elementi di fatto (comizi con e senza autorizzazione, astiosa attività di intimidazione svolta attraverso conferenze stampa e ordini del giorno ampiamente pubblicizzati dalla stampa locale, minacce a giudici e testimoni con diffusione di volantini o con altoparlanti in occasione delle suddette manifestazioni)" designando il tribunale di Venezia come nuova sede processuale.
Il 19 ottobre 1977 il tribunale di Venezia respinse la richiesta degli avvocati dei difensori di riportare il processo a Trento, dopo che il pubblico ministero aveva inizialmente argomentato che lo spostamento di un processo è in genere inopportuno, a cui si dovrebbe ricorrere in casi estremi quale non è questo sui fatti della Ignis, tuttavia, concludeva affermando «Ritengo inammissibile che un tribunale possa mettersi in conflitto con la Corte di cassazione», che precedentemente aveva deciso il trasferimento del processo a Venezia (ref Stampa 20 ottobre 1977). Il 13 dicembre il pubblico ministero chiese pene variabili fra 2 anni e mezzo a 6 mesi di reclusione per 41 dei 47 operai imputati al processo e di un anno e un anno e quattro mesi per due neofascisti accusati del ferimento degli operai e l'assoluzione per il terzo imputato. La sentenza, emessa il 1º dicembre escluse per gli operai il reato di sequestro di persona derubricato a violenza privata, con pene variabili fra 3 e 16 mesi, dimezzando quanto richiesto dal pubblico ministero; due picchiatori neofascisti furono condannati a tre mesi di carcere.
Contro questa sentenza presentarono ricorso in appello i difensori di entrambe le parti, il pubblico ministero e il procuratore generale. Al processo d'appello, iniziato il 23 gennaio 1979, il procuratore generale da un lato chiese un incremento di 9 mesi alle condanne erogate in quanto la durata di tempo (superiore alle due ore) durante il quale i due missini furono tenuti in corteo superava il tempo necessario per una loro consegna alle autorità, al contempo chiese il condono o la sospensione della pena.
Il 1º febbraio 1979 fu emessa la sentenza, che, accogliendo la tesi difensiva che gli operai avessero agito per compiere un arresto in flagranza di reato, e considerato anche il mancato intervento delle forze dell'ordine presenti, assolveva tutti gli imputati dal reato di sequestro di persona, riconoscendo la pena soltanto per reati di violenza privata, lesioni e minacce, reati che erano estinti per prescrizione..
L'anno seguente il 4 febbraio 1980 la corte di Cassazione annullò la sentenza assolutoria del 1º febbraio 1979, ritenendo che sussistesse anche il reato di sequestro di persona..
Il nuovo processo d'appello iniziò il 25 febbraio 1981 per essere subito rinviato a data da destinarsi, dietro richiesta della difesa, in attesa che venissero processati i picchiatori fascisti e definita la posizione di due magistrati, contro cui era stata emessa una comunicazione giudiziaria da parte della procura della repubblica di Gorizia per omissione di atti d'ufficio e favoreggiamento aggravato.

## Commenti e valutazioni politiche dell'episodio

### Camera dei deputati
I fatti di Trento accaddero all'interno di un lungo periodo di crisi di governo: circa tre settimane dopo le dimissioni del Governo Rumor III rassegnate il 6 luglio 1970 e prima del 6 agosto, giorno dell'insediamento del Governo Colombo sostenuto da una coalizione fra DC, PSI, PSDI e PRI. 
Le discussioni nelle aule parlamentari, durante l'approvazione della fiducia nuovo governo, si intrecciarono a quelle sugli eventi trentini polarizzate su due punti di vista: gli esponenti dei partiti di sinistra che stigmatizzarono l'azione dei picchiatori fascisti e i parlamentari missini che si lamentarono dell'impossibilità per i loro sindacalisti di tenere l'assemblea alla Ignis e delle violenze subite dai due loro dirigenti. I rappresentanti dei partiti al governo indicarono i fatti di Trento, come uno degli eventi del periodo indicativi di una condizione di disordine, l'allora democristiano Agostino Greggi argomentò, a favore di votare la fiducia al nuovo governo: "non si può, a Ferragosto, continuare ad andare avanti nel nostro paese senza un Governo responsabile, come alcuni episodi gravissimi (che continuano a verificarsi) confermano. Alludo in particolare (mi pare importante) a ciò che è successo a Trento".
Secondo Giovanni Roberti, al tempo segretario della CISNAL, le organizzazioni sindacali si trovavano "agli ordini del partito comunista" e "hanno tentato di impedire ad una delle organizzazioni sindacali, cioè alla CISNAL ... l'esercizio dei propri diritti sindacali" e i "datori di lavoro si sono intimiditi" e dopo aver ricordato la sentenza del pretore che permetteva l'ingresso della Cisnal nello stabilimento valutava che "La ribellione violenta che si è verificata nelle officine dell'IGNIS di Gardolo per impedire questa assemblea tendeva non solo ad ostacolare l'applicazione di una legge, ma anche a porre nel nulla una pronuncia dell'autorità giudiziaria, contestando quindi il potere giudiziario" concludeva: "il mondo del lavoro si sta trovando da un giorno all'altro inquadrato per quattro sotto le bandiere rosse con la falce e il martello del partito comunista italiano e dell'Unione Sovietica".
Carlo Scotoni (PCI), premettendo che:" giovedì 30 luglio 1970 è stato preordinato e condotto un attacco contro i lavoratori dello stabilimento Ignis della stessa città da parte di una banda armata, fatta affluire anche da fuori provincia, che ha selvaggiamente aggredito con catene e armi da taglio e da fuoco le maestranze maschili e femminili, accoltellando e ferendo alcuni operai, senza trovare all'attuazione di questo criminoso disegno altro ostacolo, se non la reazione degli stessi operai che dopo un duro scontro sono riusciti a mettere in fuga i malviventi" chiese al ministro degli interni se intendesse:" promuovere un'inchiesta per accertare le 'responsabilità connesse con i fatti indicati, tenuto presente il profondo turbamento suscitato tra l'opinione pubblica democratica e antifascista della zona".
Renzo Helfer, Maurizio Monti e Ferruccio Pisoni, deputati della DC, chiesero di "interrogare i Ministri dell'interno e di grazia e giustizia per conoscere le prime conclusioni delle indagini svolte dalle autorità di polizia e dalla magistratura in merito ai gravi fatti" durante i quali si "sono verificati numerosi atti di gravissima violenza, culminati nel ferimento di alcuni operai, da parte di elementi di estrema destra e nel successivo sequestro – come rappresaglia di elementi di estrema sinistra – di due esponenti del MSI, fra i quali un consigliere regionale, con una incivile sequenza di percosse e di azioni di pubblico dileggio".
I deputati del PSIUP Lucio Libertini, Walter Alini, Ezequiel Stefano Carrara Sutour, Franco Boiardi, Italo Mazzola chiesero di "di interrogare il Ministro dell'interno sui gravi episodi di teppismo fascista verificatisi a Trento. In particolare essi chiedono di conoscere le ragioni per le quali le forze di polizia sono rimaste del tutto inerti mentre le squadracce fasciste armate aggredivano gli operai dell'Ignis, e siano intervenute contro il corteo popolare dopo che gli operai avevano posto in fuga i fascisti e avevano giustamente posto alla gogna due tra i criminali aggressori.".
Mauro Ferri, al tempo segretario del PSU, indicando la "necessità di riportare nel nostro paese un clima di tolleranza e di rispetto della libertà di tutti, di riportare nel paese il rispetto della legalità democratica" giudicò "grave" sia la ripresa di "violenze di squadracce fasciste, senza un adeguato e tempestivo intervento delle forze di polizia" e sia l'effettuazione di "rappresaglie che segnano certamente un punto di degradazione e di bassezza contro il quale ogni animo civile, ogni sentimento democratico deve reagire e protestare"., a cui replicò Tullio Vecchietti (PSIUP) che in questo discorso vide il riporsi della teoria degli opposti estremismi. Viceversa l'intervento di Ferri fu apprezzato da Almirante (segretario del Movimento Sociale Italiano) "come riguardo per coloro che sono stati ignominiosamente colpiti a Trento", che proseguì il suo intervento contro il governo protestando per la scorta di polizia connessa ad un corteo di studenti, inizialmente vietato, svoltosi in Trento tre giorni dopo i fatti della Ignis e chiedendo per quale scopo sia stato sostituito il prefetto per poi aversi il ripetersi di "reati di azione pubblica... con la sfacciata protezione della forza pubblica, che a ben altro dovrebbe servire".
Giovanni Malagodi al tempo segretario del Partito Liberale Italiano osservando che le riforme "richiedono da tutti una disciplina liberamente scelta, secondo le leggi, scritte e non scritte, di una comunità libera" per cui occorre una "Stato, Governo, Parlamento, nazione dotati di forza morale, politica, economica, verso l'interno e verso l'esterno" concludeva che con un simile Stato "il problema dell'ordine pubblico non si pone ... Oggi invece il problema è acuto e doloroso; basti pensare, fra tutti, ai fatti di Trento, dove si è ferita, oltre all'incolumità, la dignità di cittadini italiani".
Il 12 agosto nel suo intervento precedente alla votazione sulla fiducia di governo, da parte del nuovo presidente del Consiglio, non ci fu alcun accenno ai fatti di Trento.

### Senato
Il senatore Enzo Veronesi (PLI), indicando i "gravissimi episodi" con l'ingresso nello stabilimento di "una squadra di elementi facinorosi di estrema destra" a cui si unirono "elementi esterni facinorosi di estrema sinistra" che tennero in sequestro "per 5 ore un consigliere regionale ed un dirigente sindacale, sottoponendoli a percosse e fatti degradanti e costringendoli a marciare per le strade di Trento con le mani dietro la schiena e con cartelli al collo" chiese "quale sia stata l'attività della forza pubblica" durante questi eventi e cosa il governo ritenga di fare per permettere l'applicazione "per ogni lavoratore e per ogni organizzazione sindacale regolarmente costituita, dei princìpi sanciti dallo statuto dei diritti dei lavoratori" e l'applicazione degli "articoli 39 e 40 della Costituzione".
I senatori Palo Berlanda, Luigi Dalvit, Remo Segnana, e Giovanni Spagnolli (DC) riferendosi ai "fatti verificatisi a Trento ... a seguito di scontri violentissimi tra gruppi di estrema destra e di estrema sinistra" che "vi sarebbero dei feriti e la violenza, da una parte e dall'altra, avrebbe raggiunto dei livelli drammatici" chiesero "come siano state possibili, nella civile e democratica città di Trento, episodi del genere che, per la violenza dimostrata da una parte e dall'altra, avrebbero potuto concludersi in modo addirittura tragico, e se è vero che le forze dell'ordine non sono intervenute tempestivamente per ristabilire l'ordine e per bloccare sul nascere qualunque iniziativa di violenza e di teppismo da parte dei facinorosi delle due fazioni", e richiamando il Governo ad una vigile e responsabile attenzione chiesero l'apertura di un'indagine per individuare le responsabilità ed evitare il ripetersi di "episodi e di disordini inammissibili" come questi.
Gastone Nencioni (MSI) stigmatizzò l'episodio di Trento con gli stessi argomenti utilizzati in sede parlamentare dai suoi colleghi di partito, inclusa la richiesta di conoscenza sui provvedimenti intrapresi dal Governo, commentò l'"ormai consueta carenza dei questori, la cui omissione è ora sia valutata come ipotesi criminosa".

### Stampa Italiana
Il numero de L'Avanti! del 31 luglio riportò la vicenda in prima pagina con un articolo dal titolo: "Gravissimo episodio nello stabilimento Ignis di Trento. Due operai accoltellati dai fascisti" con questa frase iniziale: "Le violenze fasciste sono diventale negli ultimi tempi sempre più frequenti, ma mai si era assistito a una così grave aggressione a freddo, condotta con la tradizionale tecnica squadrista che negli anni '20 gettò nel lutto il nostro Paese.". L'articolo prosegue con la notizia di due operai accoltellati e ricoverati in gravi condizioni all'ospedale e fornendo spiegazione degli scontri dovuti a una assemblea che il sindacato neofascista CISNAL, con una fermezza provocatoria, in mezzo alla decisa ostilità di tutti i dipendenti, ha voluto a ogni costo tenere nello stabilimento Ignis, a circa cinque chilometri a nord del capoluogo. L’assemblea è apparsa quasi una sfida agli operai della fabbrica ... attivisti di estrema destra, armati di catene e coltelli, organizzati come commandos, hanno fatto irruzione alla Ignis, scatenando la loro furia contro gli operai inermi. I coltelli e le catene sono stati usati ... Come sempre avviene quando le provocazioni non vengono fermate in tempo l'atroce episodio di Trento ha determinato una violenta reazione, che certamente, a mente fredda, non può essere considerata ammissibile. ...È infatti seguita una caccia agli estremisti di destra, e sono stati bloccati il segretario provinciale della CISNAL trentina Gastone Dei Piccolo e il consigliere dei MSI avv. Milolo. ... Un fatto senza dubbio molto grave, che però si può spiegare nel clima rovente di tensione, di sgomento e di orrore che la aggressione degli accoltellatori fascisti ha sollevato a Trento. Il numero del giorno seguente dell'Avanti, dopo un sintetico riassunto degli eventi del giorno precedente, respinse una possibile spartizione di responsabilità fra neofascisti e operai, in quanto la provocazione fu soltanto opera dei primi e il duro trattamento che ricevettero i due missini era giustificato come rabbiosa reazione operaia ai colpi dei fascisti. Quindi riportò il comunicato della segreteria del PSI che manifestava il proprio vivissimo sdegno per quanto successo ... e non può che far risalire la responsabilità degli episodi di violenza alle organizzazioni politiche e pseudo-sindacali che si ricollegano direttamente al fascismo.
Il numero de L'Unità del 31 luglio riportò in prima pagina la notizia col titolo "Decisa risposta operaia aggressione fascista" e il sottotitolo prosegue "squadre di teppisti penetrate nella fabbrica accoltellano 5 operai • i lavoratori catturano 2 dei picchiatori e li trascinano per ore in giro per la città con al collo cartelli che denunciano l'aggressione fermo monito della CGIL che invita alla vigilanza" La prima pagina è completata con un ritaglio di una fotografia del corteo centrata su uno dei due missini con le mani sulla testa e ben visibile il cartello appeso al collo. La cronaca della vicenda è in quarta pagina, col titolo: "La dura risposta operaia all'aggressione fascista", un'altra fotografia del corteo con gogna e nella descrizione degli eventi contiene anche un collegamento ai moti di Reggio Calabria e a un'aggressione fascista contro scioperanti avvenuta nei giorni precedenti a Roma, l'articolo include riportando anche la presa di posizione da parte della segreteria nazionale CGIL che invita a rafforzare la vigilanza contro l'azione aggressiva antidemocratica e violenta dei fascisti chiedendo di respingere ognuna di queste azioni con la massima fermezza e unità. Le segreterie nazionali della FIOM FIM e UILM "esprimono dal canto loro la ferma protesta, denunciano la controffensiva politica e padronale in atto" e concludevano impegnando i lavoratori metalmeccanici a rafforzare lo schieramento unitario..
Lotta continua pubblicò su un proprio foglio la notizia col titolo "1945-1970. Il popolo ricomincia a farsi giustizia da sé":, sotto mise due fotografie: quella della gogna di Trento appaiata a quella di un repubblichino verso un plotone d’esecuzione con le mani alzate, col commento:, Questa è l’immagine esaltante che da Trento è rimbalzata in tutta Italia facendo fremere di sdegno e di paura i padroni, scandalizzando i sindacati, riempiendo di gioia e d'orgoglio i proletari“.
Sulle pagine del Giorno, del 2 agosto Giorgio Bocca commentò “L’avvocato Andrea Mitolo è una mia vecchia conoscenza: lo facemmo prigioniero ufficiale fascista nel ’45 in una valle del Cuneese. Aveva combattuto assieme ai nazisti fino all’ultimo giorno. L’ordine sarebbe stato di fucilarlo visto che aveva le armi in pugno al momento dell’arresto, ma lo facemmo tornare a casa sua a Bolzano, dove a tavolino si mise a stendere una denuncia alla Magistratura contro di noi per omicidio e strage (in Trentino-Alto Adige c’era ancora l’Alpenverland). C’è da credere che ora stia denunciando gli operai che non hanno risposto alle coltellate con le coltellate dei suoi sgherri perché è un uomo che crede nell’odio”."
L'anno seguente Pietro Secchia, nel suo libro " Le armi del fascismo", pubblicato da Feltrinelli, citò i "fatti di Trento" tra gli episodi indicanti che "squadracce fasciste" avevano "cominciato a fare la loro comparsa specialmente davanti alle fabbriche che più si distinguono, per le rappresaglie antioperaie".

### Stampa estera
La vicenda trentina fu l'oggetto di un articolo, in seconda pagina, nel primo numero della rivista "Tout !" pubblicata da Vive la revolution, un gruppo maoista francese, il cui direttore era il filosofo Jean-Paul Sartre. L'articolo fu pubblicato con un titolo ironico: "La ballade de Trente", traducibile in "La passeggiata di Trento", accompagnato con una foto della marcia della gogna con in primo piano i due missini con i cartelli appesi al collo e la cattedrale di Trento sullo sfondo.
L'articolo inizia con tono propagandistico militante: 

### Il fatto nei documenti delle Brigate Rosse
La gogna trentina è citata dalle Brigate Rosse, con toni enfatici propagandistici non dissimili da quelli espressi al tempo da Lotta Continua.
Il 20 ottobre 1970 nel foglio di lotta di Sinistra Proletaria, intitolato L'autunno rosso è già cominciato con cui viene annunciata la creazione delle Brigate Rosse si legge: ...la parte più decisa e cosciente del proletariato in lotta ha già cominciato a combattere per costruire una nuova legalità, un nuovo potere. ... Ne sono esempi: il sequestro e la gogna messi in atto a Trento dagli operai della Ignis contro i fascisti provocatori che avevano premeditatamente accoltellato due di loro; ... .
La giornata di Trento è ripresa anche in tre pagine del numero 1-2 di Sinistra Proletaria di ottobre novembre 1970, accompagnata con 3 fotografie dei missini alla gogna con tanto di cartelli. Due di queste fotografie sono nel paragrafo "Violenza di massa per l'autunno rosso" al termine di un lungo articolo: "Destra imperialista e sinistra proletaria" che si conclude affermando che la lotta di classe italiana di cui "i fatti di Trento, dove sono stati accoltellati due operai in fabbrica", assieme ad altri elencati, "sono i primi segni di come si muoverà la destra, di quali sono le sue scelte tattiche e strategiche, le forme violente e «legali» della sua azione"; l'articolo si conclude auspicando che queste lotte dell'autonomia proletaria italiana si saldino con quella del proletariato mondiale (America Latina, Medio Oriente e Vietnam). La terza fotografia, con didascalia: "I sicari fascisti messi alla gogna dal proletariato trentino è inserita in un riquadro intitolato Luigi Calabresi, strumento della destra imperialista, assieme alla foto di Dan Mitrione rapito e ucciso dai Tupamaros e quella di Luigi Calabresi con la frase "è solo una questione di tempo..." come didascalia.
Questo episodio, è anche inserito come "Gogna proletaria ai fascisti a Trento", alla data 30 luglio 1970, nell'appendice cronologica del libro "Brigate Rosse Che cosa hanno fatto, che cosa hanno detto, che cosa se ne è detto" scritto da Soccorso Rosso e pubblicato da Feltrinelli.

## Nella cultura di massa
Il Canzoniere Pisano del Proletariato, gruppo musicale legato alla sinistra extraparlamentare, compose a ricordo dell'episodio la canzone "30 luglio alla Ignis", caratterizzata da un testo con strofe minacciose nei confronti dei fascisti e dei padroni, come:
perché alla fine della passeggiata /
quella gran forca che meritate /
non ce l'avete ancora trovata.»
(Canzoniere pisano, 30 Luglio alla Ignis)
invitando nelle ultime due strofe a costruire la forca dove impiccare fascisti e ogni padrone.